# Матильдзін (Мазовецьке воєводство)
Матильдзін (пол. Matyldzin) — село в Польщі, у гміні Стромець Білобжезького повіту Мазовецького воєводства.
Населення — 58 осіб (2011).
У 1975-1998 роках село належало до Радомського воєводства.

## Демографія
Демографічна структура станом на 31 березня 2011 року:
|          | Загалом | Допрацездатний вік | Працездатний вік | Постпрацездатний вік |
| -------- | ------- | ------------------ | ---------------- | -------------------- |
| Чоловіки | 26      | 5                  | 18               | 3                    |
| Жінки    | 32      | 9                  | 16               | 7                    |
| Разом    | 58      | 14                 | 34               | 10                   |